# القيمة الدائمة للعميل
في مجال التسويق، تُعد القيمة الدائمة للعميل (CLV أو غالبًا CLTV)، أو قيمة العميل مدى الحياة (LCV)، أو القيمة الدائمة (LTV) تكهنًا لصافي الربح الذي يكون نتاج العلاقة المستقبلية الكلية مع العميل. قد يتسم نموذج التنبؤ هذا بمستويات متفاوتة من التعقيد والدقة تتراوح بين الاستدلال البسيط واستخدام تقنيات التحليلات التنبئية المعقدة.

## الغرض
إن الغرض من مقياس القيمة الدائمة للعميل هو تقدير القيمة المالية لكل عميل. نُقل عن دون بيبرز ومارثا روجرز: "يحمل بعض العملاء قيمة أكبر من غيرهم".  تختلف القيمة الدائمة للعميل عن ربحية العميل (CP) (الفرق بين الإيرادات والتكاليف المرتبطة بالعلاقة مع العميل في إطار فترة معينة) حيث إن ربحية العميل تقيس النتائج السابقة، في حين تتطلع القيمة الدائمة للعميل إلى استشراف النتائج المستقبلية. على هذا النحو، يمكن أن تكون القيمة الدائمة للعميل أكثر فائدة في تشكيل قرارات المديرين ولكن من الصعب قياسها كميًا. على الرغم من أن القياس الكمي لربحية العميل هو مسألة تسترعي الدقة في إعداد تقارير وتلخيص لنتائج النشاط السابق، فإن القياس الكمي للقيمة الدائمة للعميل ينطوي على التنبؤ بالنشاط المستقبلي.

## التركيب
مع افتراض ثبات قيمة الهوامش ومعدلات الاحتفاظ، يمكن استخدام الصيغة التالية لحساب القيمة الدائمة لعلاقة العميل:
القيمة الدائمة للعميل = الهامش * (معدل الاحتفاظ / 1 + معدل الخصم - معدل الاحتفاظ)